# Coupe Agon
La coupe Agon (阿含桐山杯, agonkiriyamahai) est un tournoi de go au Japon.

## Histoire
La coupe Agon est une compétition de go organisée au Japon par la Nihon Ki-in. Créée en 1994 par Agon Shu, le tournoi s'appelait initialement « coupe Acom » (アコム杯, acomhai). Le tournoi a pris le nom de « coupe Agon » lors du changement de sponsor en 1999.

## Organisation
Le tournoi est à élimination directe, et contrairement à la plupart des grands titres japonais, le tenant du titre ne peut pas le défendre l'année suivante contre un challenger, ce qui rend difficile les victoires successives. La récompense pour le vainqueur est de dix millions de yens (environ 88 000 €).

## Vainqueurs
| Édition | Année | Vainqueur        |
| ------- | ----- | ---------------- |
| 1       | 1994  | O Rissei         |
| 2       | 1995  | Kato Masao       |
| 3       | 1996  | Kato Masao       |
| 4       | 1997  | Yoda Norimoto    |
| 5       | 1998  | Kobayashi Satoru |
| 6       | 1999  | Kobayashi Koichi |
| 7       | 2000  | Cho Sonjin       |
| 8       | 2001  | Cho Sonjin       |
| 9       | 2002  | Cho Chikun       |
| 10      | 2003  | Kato Masao       |
| 11      | 2004  | Hane Naoki       |
| 12      | 2005  | Iyama Yuta       |
| 13      | 2006  | Cho U            |
| 14      | 2007  | Cho U            |
| 15      | 2008  | Cho U            |
| 16      | 2009  | Hane Naoki       |
| 17      | 2010  | Yamashita Keigo  |
| 18      | 2011  | Iyama Yuta       |
| 19      | 2012  | Cho U            |
| 20      | 2013  | Murakawa Daisuke |
| 21      | 2014  | Iyama Yuta       |
| 22      | 2015  | Iyama Yuta       |
| 23      | 2016  | Kono Rin         |
| 24      | 2017  | Mutsuura Yuta    |
| 25      | 2018  | Ichiriki Ryo     |
| 26      | 2019  | Cho U            |
| 27      | 2020  | Iyama Yuta       |
| 28      | 2021  | Kyo Kagen        |
| 29      | 2022  | Hirata Tomoya    |